# Parada la Concha
Parada la Concha är en ort i Mexiko.   Den ligger i kommunen Amatlán de los Reyes och delstaten Veracruz, i den sydöstra delen av landet, 250 km öster om huvudstaden Mexico City. Parada la Concha ligger 577 meter över havet och antalet invånare är 373.
Terrängen runt Parada la Concha är kuperad åt nordväst, men åt sydost är den platt. Runt Parada la Concha är det ganska tätbefolkat, med 129 invånare per kvadratkilometer. Närmaste större samhälle är Córdoba, 11,5 km väster om Parada la Concha. Trakten runt Parada la Concha består till största delen av jordbruksmark.